# 莊偉倫
莊偉倫（1982年3月17日—），為一台灣足球員，在中華台北足球代表隊和大同足球隊分別擔任前鋒和右中場的角色。
2003年莊偉倫入選中華台北奧運足球代表隊，並被任命為代表隊隊長。2005年考取國訓入伍服役，同年他被票選為企業足球聯賽最佳右中場。
2007年2月9日，繼守門員呂昆錡之後，日本東北社會人聯盟勁旅盛岡仙鶴的官方網站宣佈莊偉倫即將加入，球隊並於3月7日盛岡仙鶴在俱樂部辦公室為莊偉倫與呂昆錡舉辦正式加盟記者會，但在3月13日球隊官方網站卻傳出莊偉倫因家庭因素而未與球隊簽約並返回台灣。回到台灣之後，已從國訓退役的莊偉倫回到大同備戰第二循環的企業足球聯賽。